# アメリカの夜 (浅川マキのアルバム)
『アメリカの夜』は、1986年3月1日に発表された浅川マキの19枚目のアルバムである。
2011年6月15日、紙ジャケット仕様でリ・マスタリングの上、再発（規格品番：TOCT-27080）。

## 解説
山木秀夫、土方隆行、野力奏一らが参加した、都会的エッセンスが感じられる上質な作品。
- Music Producerとしてサックス奏者本多俊之がクレジットされたアルバムである。
- なお、Track1~9は全て『DARKNESS III』に収録されている。また、Track5,9は『Long Good-Bye』にも収録されている。

## 収録曲

### side:A
1. あいつが一番
  - 作詩[2]・作曲：浅川マキ
2. 女
  - 作詩：浅川マキ／作曲：本多俊之
3. CHROME SITAR
  - 作詩・作曲：Marc Bolan／日本語詩：浅川マキ

  - T・レックスのカバー。
4. あの男のウォーキング・テムポ
  - 作詩：浅川マキ／作曲：山内テツ
5. アメリカの夜
  - 作詩・作曲：浅川マキ

  - 映画『アメリカの夜』に感銘を受けて制作された作品。
  - アルバム『Nothing at all to lose』収録曲とは別ヴァージョンである。

### side:B
1. ふたりは風景
  - 作詩：浅川マキ／作曲：本多俊之
2. 深い一拍
  - 作詩：浅川マキ／作曲：本多俊之
3. 孤独
  - 作詩・作曲：浅川マキ
4. POSSESSION OBSESSION
  - 作詩：Daryl Hall, John Oats, Sara Allen／作曲：John Oats, Daryl Hall／日本語詩：浅川マキ

  - ホール＆オーツのカヴァー。

## 演奏者
- 浅川マキ - Vocal

- 本多俊之 - Music Producer, Soprano Sax, Alto Sax, Piano, Synthesizer
- 山木秀夫 - Drums, Percussion
- 富倉安生 - E.bass
- 土方隆行 - E.Guitar, A.Guitar
- 鳥山敬治 - Synthesizer Programmer
- Darek Jackson - Vocal(9)
- 野力奏一 - Piano, E.Piano, Organ
- 植松孝夫 - Tenor Sax(1)

## Recording Staff
- 坂元達也 - Recording Engineer
- 吉野金次 - Mixing Engineer
- 柳沢一彦 - Mixing Engineer(6)
- 田村仁 - Photographer
- 板垣驥 - Art Director
- 小島みどり - Editor
- せなまる舎 - Music Production
- 柴田徹 - Director
- 堀井豊二 - Director
- 中曽根純也 - Producer
- 田中彰 - Director
- 石坂敬一 - Executive Producer

- Toshiba EMI 1 adn 3 Studio - Recording at